# Feretka
Feretka (pitoma vretica, "afrički tvor") (Mustela putorius furo) je naziv za odomaćenu podvrstu europskog tvora (Mustela putorius). Feretke su dimorfični grabežljivci kod kojih su mužjaci veći od ženki. Obično imaju crnu, smeđu, bijelu i višebojnu dlaku, prosječno su dugi 51 cm, uključujući 13 cm dugi rep, teže između 0,7 i 2 kg, te imaju prosječni životni vijek od 7 do 10 godina.
Vjeruje se da su bili pripitomljeni prije 2500 godina, i to ponajprije radi lova na zečeve, odnosno njihovog uklanjanja kao poljskih štetočina. Danas se uglavnom drže kao kućni ljubimci.